# برلوگ (صربستان)
برلوگ (به صربی: Brlog) یک روستا در صربستان است که در پیروت واقع شده‌است. برلوگ ۸۳ نفر جمعیت دارد.